# Massif du Monte San Petrone
Le massif du Monte San Petrone est un massif montagneux de Corse culminant au Monte San Petrone (1 767 m). Il est le plus élevé des trois massifs de moyenne montagne de l'île (San Petrone, Astu et Stello).

## Géographie

### Situation
Le massif du Monte San Petrone se situe dans le nord-est de l'île, délimité par les fleuves Golo et Tavignano au nord, à l'ouest et au sud, et par la mer Tyrrhénienne à l'est.

### Principaux sommets
- le Monte San Petrone (1 767 m)
- les Caldane (1 731 m)
- le Monte Piano Maggiore (1 581 m)
- le Monte Olmelli (1 285 m)
- le Monte Sant'Angelo (1 218 m)
- la Punta Cervio (1 189 m)
- le Monte Negrine (1 133 m)
- le Monte Sant'Appiano (1 093 m)